# Harri Ylönen (Filmeditor)
Harri Ylönen (* 2. Juli 1975) ist ein finnischer Filmeditor.

## Karriere
Harry Ylönen ist ein seit Anfang der 2000er Jahre tätiger finnischer Filmeditor. Er war für den Schnitt von über 60 Film- und Fernsehproduktionen tätig. So zeigte er sich unter anderem für den Schnitt von Fernsehserien wie Hinnalla millä hyvänsä und Helsinki-Syndrom sowie Filmen wie Helden des Polarkreises und Tolkien verantwortlich. Für seine Arbeiten wurde er bisher vier Mal für den Besten Schnitt mit einem Jussi nominiert, wobei er für sein Mitwirken an Dome Karukoskis Drama Tummien perhosten koti 2009 einmal ausgezeichnet wurde.

## Filmografie (Auswahl)
- 2005: Das Mädchen und der Rapper (Tyttö sinä olet tähti)
- 2007: Wunder einer Winternacht – Die Weihnachtsgeschichte (Joulutarina)
- 2008: Tummien perhosten koti
- 2010: Helden des Polarkreises (Napapiirin sankarit)
- 2014: Kaffee mit Milch und Stress (Mielensäpahoittaja)
- 2015: Der Geheimbund von Suppenstadt (Supilinna Salaselts)
- 2015: Hinnalla millä hyvänsä (Fernsehserie, vier Folgen)
- 2016: Liebe zu verkaufen (Onnenonkija)
- 2017: Tom of Finland
- 2019: Tolkien
- 2020: Der Waldriese (Metsäjätti)
- 2021: Bordertown: Ein besserer Ort (Sorjonen: Muraalimurhat)
- 2022: Helsinki-Syndrom (Helsinki-syndrooma, Fernsehserie, vier Folgen)
- 2025: Klein-Sibirien (Pikku-Siperia)